# دی‌ان‌آر

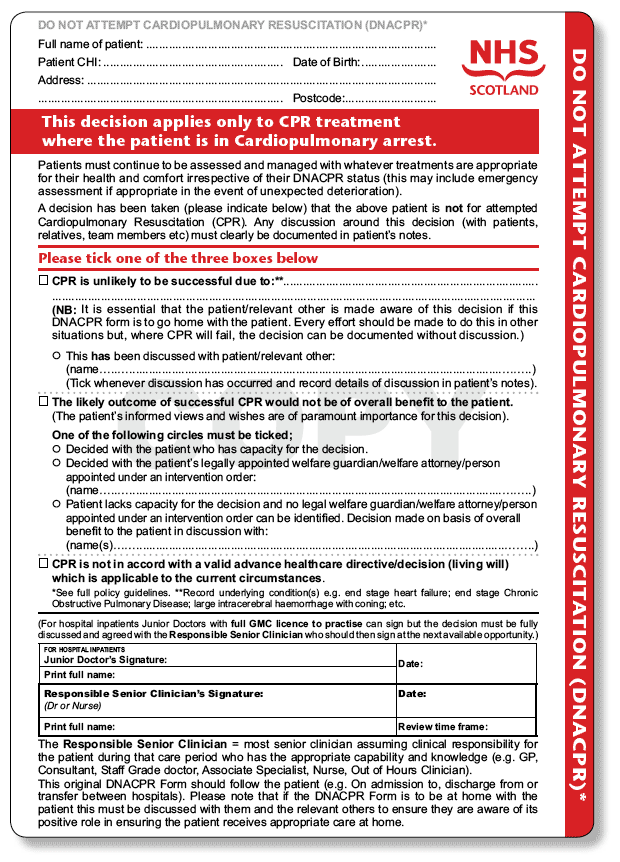
دی ان آر

دی‌ان‌آر (به انگلیسی: Don not resuscitate) یک دستور قانونی برای پرهیز از انجام سی‌پی‌آر در شرایط ایست قلبی یا ایست تنفسی است. این دستور معمولاً به درخواست خود بیمار یا مسئولین حقوقی تیم درمان گرفته می‌شود. معمولاً این تصمیم برای بیماران مسن مبتلا به بیماری‌های لاعلاج و مشکلات متعدد گرفته می‌شود. 